# ميغيل خوسيه مارين
ميغيل خوسيه مارين (بالإسبانية: Miguel José Marín)‏ هو لاعب كرة قدم مكسيكي، ولد في 16 فبراير 1989.